# مدرسه مدیریت اندرسون یوسی‌ال‌ای
مدرسه عالی مدیریت جان ای. اندرسون همچنین به نام مدرسه مدیریت اندرسون یوسی‌ال‌ای (به انگلیسی: UCLA Anderson School of Management) شناخته می‌شود. مدرسه کسب‌وکار عالی در دانشگاه کالیفرنیا، لس آنجلس (یوسی‌ال‌ای) است. این مدرسه مدرک MBA (تمام وقت، پاره‌وقت، اجرایی)، PGPX، مهندسی مالی، تجزیه و تحلیل تجاری و مدرک دکترا را ارائه می‌دهد. نام این مدرسه در سال ۱۹۸۷ پس از اهدای ۱۵ میلیون دلاری از سوی جان ای. اندرسون به افتخار وی نامگذاری شد.
مجموعه رشته‌های ارائه شده توسط اندرسون شامل موارد زیر است:
- حسابداری برای دانشجویان کارشناسی
- برنامه MBA تمام وقت
- دکتری
- MBA برای افراد کاملاً شاغل
- MBA اجرایی
- کارشناسی ارشد مهندسی مالی[۵]
- کارشناسی ارشد علوم تجزیه و تحلیل کسب و کار
- EMBA جهانی برای آسیا و اقیانوسیه
- EMBA جهانی برای قاره آمریکا
- برنامه تحصیلات تکمیلی در مدیریت برای مدیران (UCLA PGPX)[۶]
- برنامه تحصیلات تکمیلی در مدیریت برای حرفه ای‌ها (UCLA PGP PRO)[۷]

### برنامه دکتری
واحدهای دانشگاهی زیر در حال حاضر دورهٔ دکترا را ارائه می‌دهند:
- حسابداری
- تصمیم‌گیری، عملیات و مدیریت فناوری
- مالیه و سرمایه‌گذاری
- اقتصاد و مدیریت جهانی
- مدیریت سازمانی
- بازاریابی
- استراتژی